# Hardegg (hrad)
Hardegg (česky Hardek) je hrad v okrese Hollabrunn v Dolním Rakousku. Vypíná se vysoko nad údolím řeky Dyje a vévodí stejnojmennému městu, které vyrostlo v jeho podhradí.

## Historie
Název hradu se odvozuje od starohornoněmeckého slova hard = les, -egg = skála, kámen, v přeneseném smyslu pak „pevný dům v lese“.
První písemná zmínka o hradu se objevuje v roce 1145 v listině Alžběty von Schleunz, kde je jako svědek darování uveden Otto z Hardeggu, v té době však šlo jen o malou tvrz. Prvními majiteli byla hrabata z Plainu a Hardeka (Plain und Hardegg); po vymření tohoto rodu pak zdejší zboží drželi různí majitelé, kteří hrad postupně rozšiřovali, až patřil mezi největší v zemi. Byla vystavěna věž, palác a kaple. Po smrti bezdětného říšského hraběte Michaela z Hardeggu, hraběte z Magdeburgu, přešel Hardegg v roce 1499 do držení Habsburků, kteří jej dále předali dědicům magdeburským, bratrům Prüschenkům, svobodným pánům ze Stettenbergu, dědičným číšníkům na Enži, truchsesům (stolníkům) štýrským, kteří se pak začali zvát říšskými hrabaty zu Hardeg und im Marchland.
V roce 1501 koupil Oldřich z Hardeggu od bratří Albrechta, Jiřího a Karla Minsterberských, knížat minsterberských a olešnických, za sedmdesát tisíc rýnských zlatých Kladské hrabství a s tím současně i titul hrabě kladský (Graf von Glatz); v roce 1515 se stal jejich švagrem, když se oženil s jejich nejmladší sestrou Sidonií. V roce 1502 obdrželi Heinrich a Sigmund právo razit v Kladsku stříbrné mince.
V polovině 17. století změnil hrad opět vlastníky a přešel nakonec do držení rodu Khevenhüller-Metsch. Od této doby, po skončení třicetileté války, nebyl obýván a očividně chátral; bydlel zde pouze správce. Po ničivém požáru města Hardeku v roce 1764 si jeho obyvatelé směli rozebírat kámen a dřevo z hradu na obnovu svých domů.
Teprve kolem roku 1900 začal kníže Jan Karel z Khevenhülleru (známý také jako spolubojovník mexického císaře Maxmiliána proti jednotkám zákonné mexické vlády) s rekonstrukcí hardeckého hradu. Rodinnou kryptu navrhl Carl Gangolf Kayser, který byl v letech 1864–1867 Maxmiliánovým dvorním architektem. Na Maxmiliánovu počest zřídil na hradě muzeum.
Ve 20. století hrad jako dědictví přešel na rod Pilati z Thassulu na Daxbergu, kterému patří společně s hradem Riegersburg dosud.

#### Kauza nacistického obrazu
Během české prezidentské volby v roce 2013 napsal novinář Adam B. Bartoš na web Freeglobe, že „Podle informací, které má Freeglobe k dispozici, se rodina Schwarzenbergovy manželky k nacismu až dosud hrdě hlasí. Jak jinak si vysvětlit fakt, že zmíněný obraz, jehož reprodukci přinášíme, vévodí hodovní síni, reprezentativnímu prostoru hradu Hardegg, ležícímu v Rakousku jen 12 km od Znojma?" Článek začala využívat kampaň Miloše Zemana. 
Později se ukázalo, že se manželka prezidentského kandidáta Karla Schwarzenberga, Theresa Schwarzenberg, rozená Hardegg, narodila ve Vídni, protože rodu Hardegg hrad Hardegg již skoro 300 let nepatří. Na zmiňovaném obraze, který je součástí výstavy, je hajlující dav pod hradem Hardegg, který zdraví orlici s jeruzalémským, nikoli hákovým křížem. Theresa Schwarzenberg v rozhovoru pro noviny Kurier prohlásila, že názory svého otce na nacismus odmítala a proto měla s otcem velice napjatý vztah.
Adam B. Bartoš se po volbách Karlu Schwarzenbergovi a jeho manželce omluvil.
Hrad se po kauze pro návštěvníky uzavřel a nyní je veřejnosti nepřístupný.

## Zajímavost
V roce 2018 využili sklepy a kryptu hradu čeští filmaři v 3. sérii krimiseriálu ČT Labyrint pro ztvárnění pochmurného místa, kde byly vězněny oběti tajemného mstitele.

## Galerie

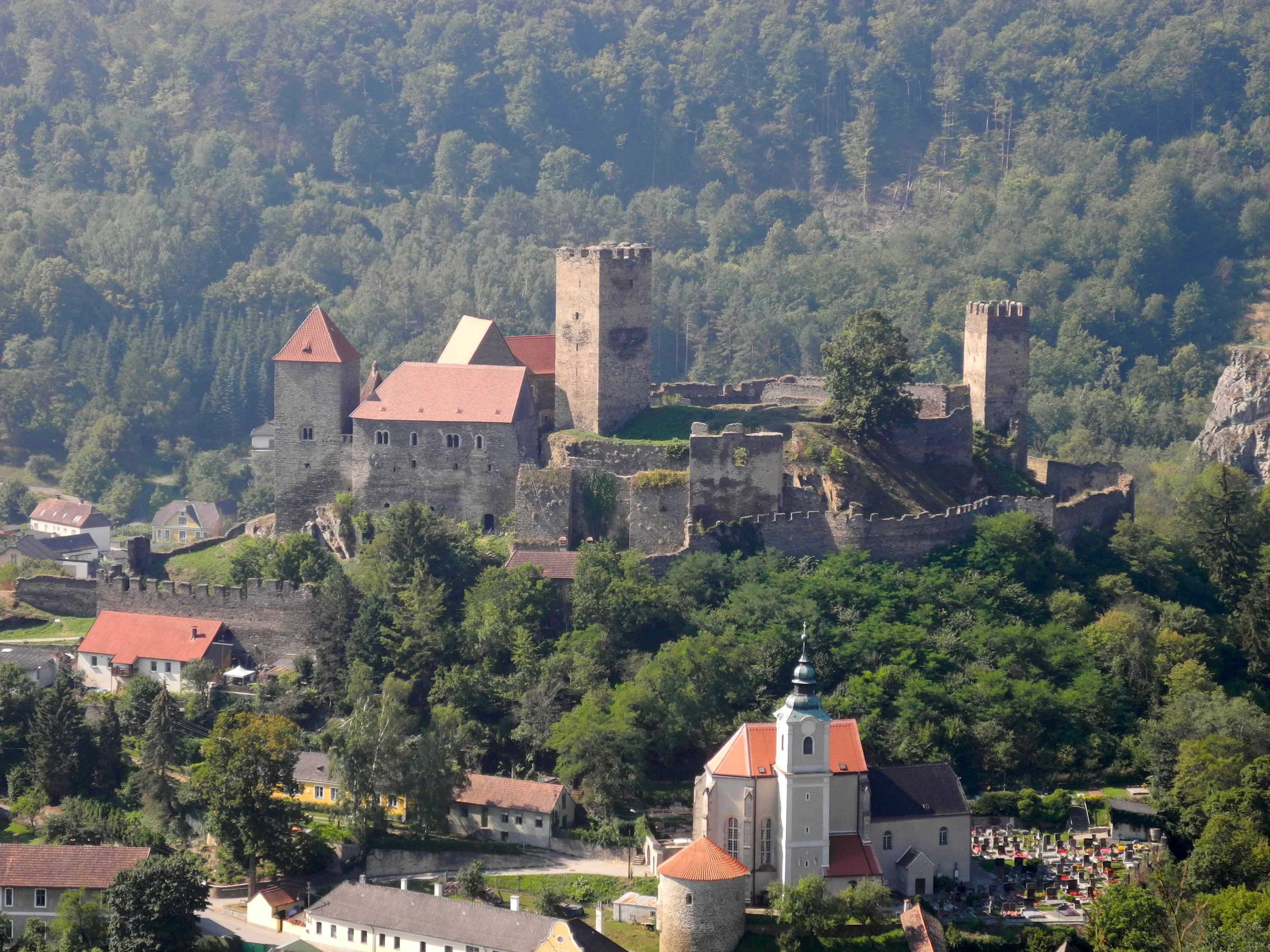
pohled od Hardeggské vyhlídky
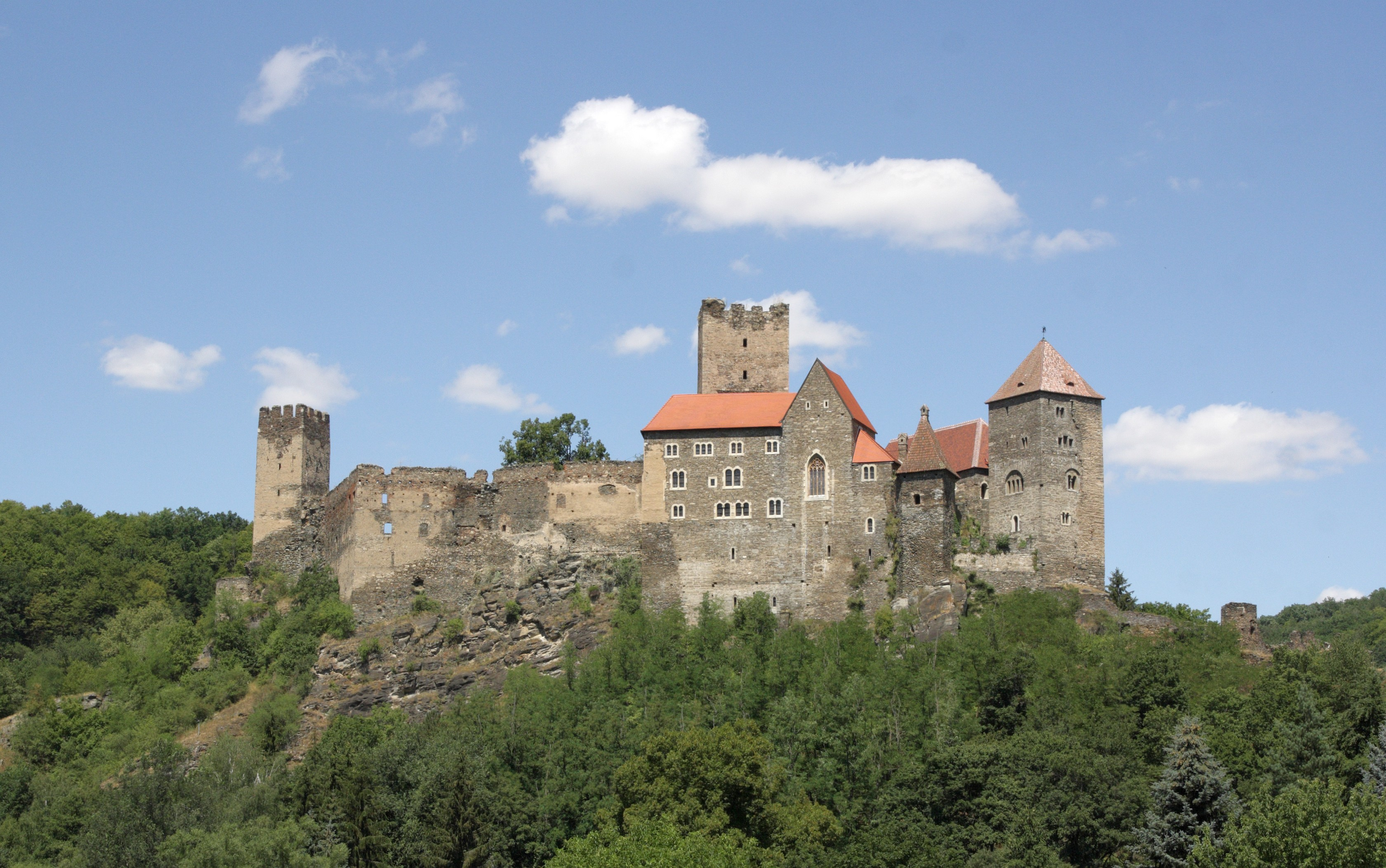
pohled od jihu
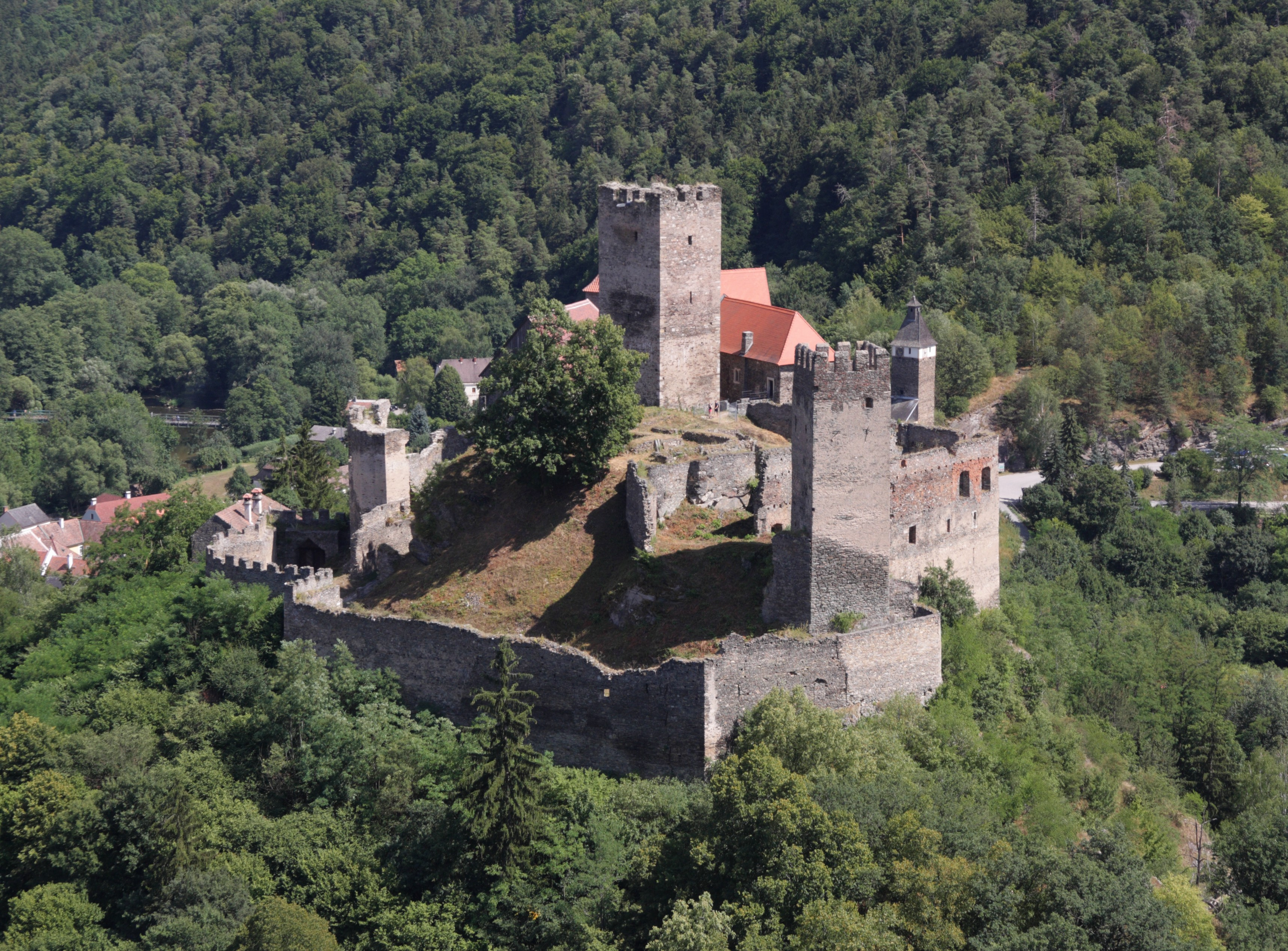
Hrad z vyhlídky Max-Plateau
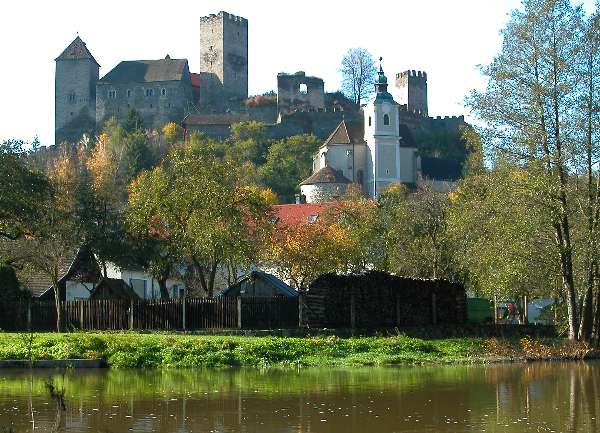
Pohled na město a hrad Hardek od Dyje
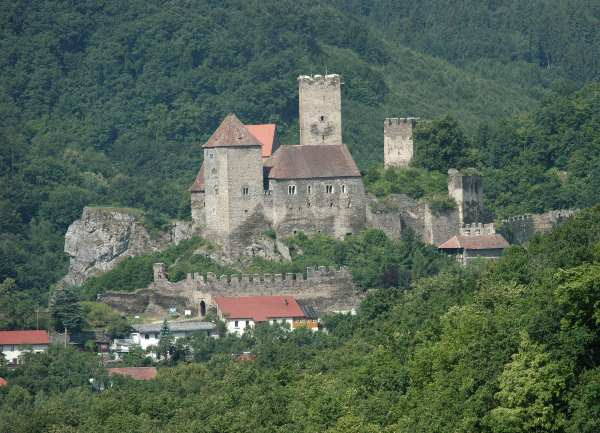
Hrad Hardek
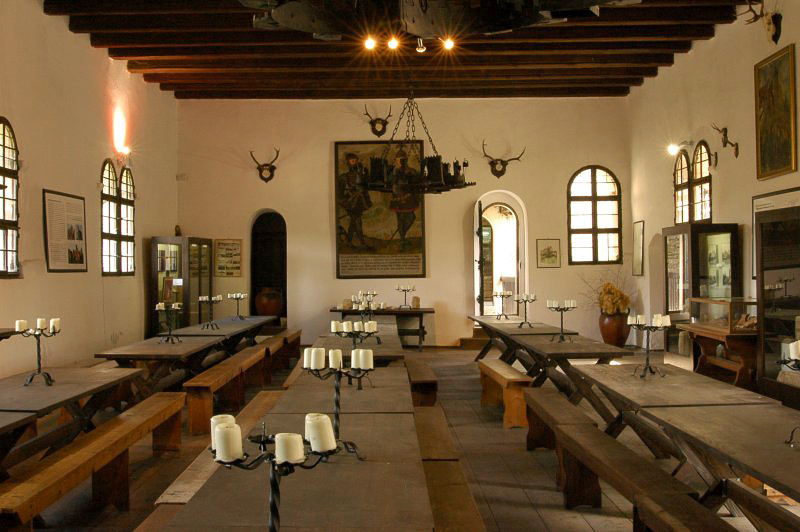
sál
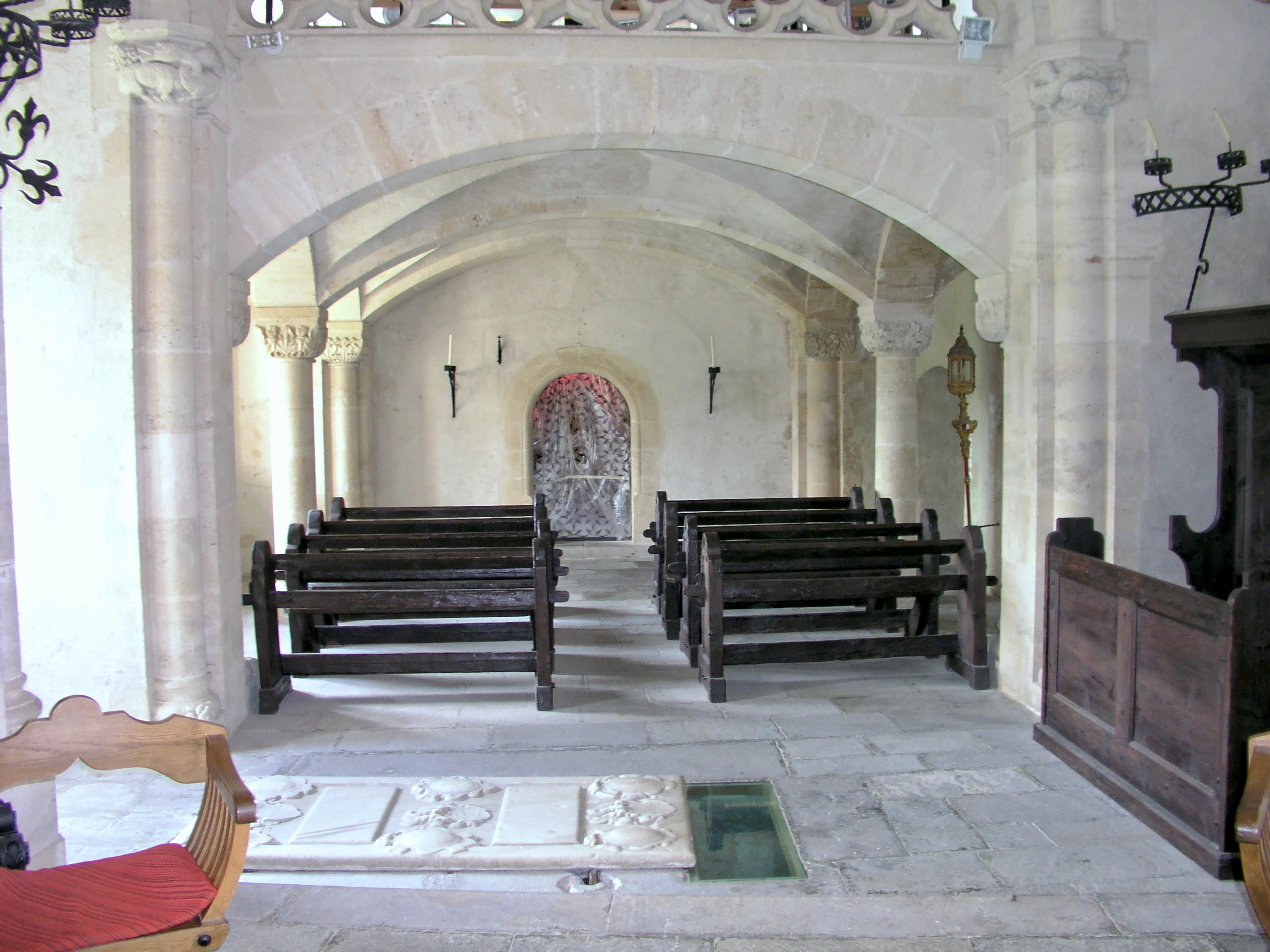
hradní kaple